# Atolla gigantea
Atolla gigantea is een schijfkwal uit de familie Atollidae. De kwal komt uit het geslacht Atolla. Atolla gigantea werd in 1897 voor het eerst wetenschappelijk beschreven door Maas. 